# 船场镇
船场镇，是中华人民共和国福建省漳州市南靖县下辖的一个乡镇级行政单位。

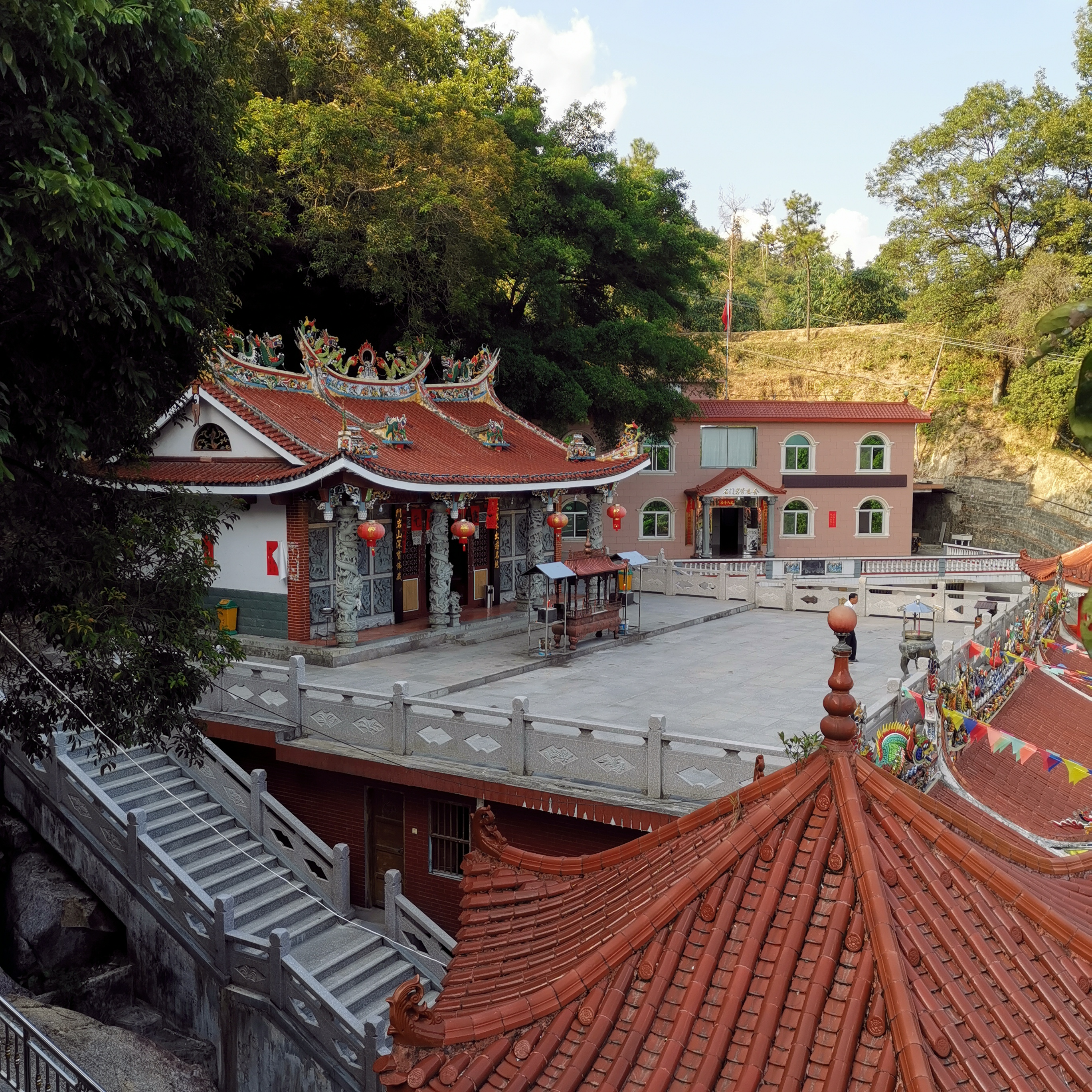
石门岩，位于船场镇梧宅

## 行政区划
船场镇下辖以下地区：
船场社区、船场村、集星村、西坑村、上汤村、甘芳村、下山村、十八家村、世禄村、张坑村、坑头村、赤坑村、龙水村、冷水坑村、高联村、下岭村、梧宅村、星光村、鼎寮村和笔峰村。

## 姓氏由來
吳姓， 壽麟公（先進）派下，開基祖吳玉全，明萬歷年間由福建永定縣金豐裏奧杳遷南靖縣永豐裏張窖總、張坑保石棟坪村(今船場鎮張坑村石棟)。
石姓， 始祖螽扈，字振卿，唐末入闽同安，后裔则于明洪武间徙居福建龙岩。始迁祖玉全，明成化由龙岩长塔徙居漳州南靖梧宅。
李姓， 火德派孝梓支系油坑李銓支脈，開基祖李滿，於明代由福建南靖書洋油坑（洋坑）遷來船場梧宅埔頂。
黃姓， 開基祖黃國暢，明由從福建龙岩古溪遷南靖縣船南鄉永豐裏吳宅總保筆峰村(今船場鎮筆峰村)。
鄭姓， 開基祖鄭妙仕（德山），約1590年由福建永定遷南靖縣船南鄉永豐裏保十八家村(今船場鎮十八家村寨峰)。
林姓， 林勤勞派系希遜支系，開基祖林希遜，明宣德四年（1429）由福建長泰縣欽化裏馮坑遷南靖縣永豐裏梧宅總萬安社(今船場鎮梧宅村萬安（馬鞍）)。
简姓， 始基祖简德润，明初由福建永定县洪源迁入梅林镇官洋、璞山村，书洋镇书洋坪、枫树坪、奎坑、田治，船场下岭、塘山、上汤、猪仔笼等地。
王姓， 始祖荣甫，元末由大双坑根竹迁入福建南靖南坑官洋上寨。派下：分居南坑墟、金竹、南塘、中村；船场下雷、水头。
王姓， 始祖念一郎，由福建永定县中心洋迁入南靖船场龙水下雷。派下德发，清光绪年间移居古福坑。
谢姓， 福建南靖船场下岭、邱厅，始祖信义，由福建龙岩县适中南邦迁入顶潭，派下分居张坑、中村。
徐姓， 开基祖徐谷海，于明洪武三年（1370年）由赣南石城县迁入迁福建南靖县山城镇雁塔村。后裔于清雍正八年迁入船场后头岭。